# Опанець (Добрицька область)
Опа́нець (болг. Опанец) — село в Добрицькій області Болгарії. Входить до складу общини Добричка.

## Населення
За даними перепису населення 2011 року у селі проживали 153 особи.
Національний склад населення села:
| Національність   | Кількість осіб | Відсоток |
| ---------------- | -------------- | -------- |
| болгари          | 114            | 76,0%    |
| цигани           | 25             | 16,7%    |
| турки            | 9              | 6,0%     |
| Всього відповіли | 150            |          |

Розподіл населення за віком у 2011 році:
Динаміка населення: